# Brachyopa silviae
Brachyopa silviae ist eine 2004 neu beschriebene europäische Schwebfliegen-Art, die in Wäldern lebt.

## Merkmale
Imagines erreichen eine Körperlänge von ca. 8 Millimeter, die Flügellänge beträgt 7,7 bis 8 Millimeter. Der Thorax ist schwarz gefärbt, aber durch sehr kurze helle Behaarung grau wirkend, darin sind einige dunkle, glänzende Flecken eingelagert, in denen die Behaarung fehlt. Das Metasternum und einige Bereiche um das Flügelgelenk sind gelb, die Beine mit Ausnahme der dunken Tarsen und die Tergite und Sternite des Hinterleibs sind orange gefärbt.
Die Art ist von anderen Vertretern der Gattung Brachyopa an der Kombination folgender Merkmale unterscheidbar: Die Fühlerborste (Arista) ist von Haaren bedeckt, deren Länge kleiner ist als deren Durchmesser. Das Scutellum besitzt keine tiefe Längsgrube und ist durch Mikrobehaarung durchgehend grau. Das Skutum trägt zwei durch fehlende Mikrobehaarung dunkle und glänzende Flecke von dreieckiger bis L-förmiger Form an den Innenenden der Quernaht. Der dritte Tergit des Hinterleibs ist durchgehend hell behaart.
Männchen können von Weibchen leicht an der Größe der Komplexaugen unterschieden werden, die sich beim Männchen auf der Stirn berühren.

## Areal
Die Verbreitung der erst 2004 erstbeschriebenen Art ist unzureichend bekannt. Die bisherigen Nachweise stammen aus Deutschland, einer auch aus Griechenland. Typlokalität ist die Ortschaft Haueda im Diemeltal (Nordhessen). Weitere Fundorte sind das Naturschutzgebiet Saalberghau in Sachsen-Anhalt, der Nationalpark Hainich in Thüringen, das Rheintal bei Dörscheid in Rheinland-Pfalz.

## Biologie und Lebensweise
Die bisherigen Funde stammen aus bodenfeuchten Altholzbeständen: Buchenwälder, Eichen-Hainbuchen-Wald, Hartholzauwald.  Die Larven ernähren sich von Bakterien und Pilzen im Schleim- oder Saftfluss an Stammverletzungen und Mulmhöhlen verschiedener Baumarten. Die Flugzeit der Imagines reicht von April bis Anfang Mai. 
Zur Biologie der Art ist sonst wenig bekannt. Fast alle Imaginalnachweise stammen aus Malaisefallen. In Griechenland waren sie auch an Blüten der Birnenart Pyrus spinosa zu finden.

## Systematik
Die holarktische Gattung Brachyopa ist in Europa mit 14 Arten vertreten. Die Arten mit grauem Thorax und kurz behaarter Arista werden zu einer Artengruppe vermutlich nahe verwandter Arten zusammengefasst. Diese umfasst neben Brachyopa silviae noch vier weitere europäische Arten. Möglicherweise muss die nahe verwandte und sehr ähnliche Gattung Hammerschmidtia mit Brachyopa synonymisiert werden. Auch die anderen Arten der Unterfamilie Milesiinae sind als Larven an Holz gebunden.